# IC 3362
IC 3362 је спирална галаксија у сазвјежђу Береникина коса која се налази на листи објеката дубоког неба у Индекс каталогу.
Деклинација објекта је + 26° 41' 26" а ректасцензија 12h 26m 54,3s. Привидна величина (магнитуда) објекта IC 3362 износи 15,8 а фотографска магнитуда 16,6. IC 3362 је још познат и под ознакама NPM1G +26.0276, PGC 3089430.